# Сулейманова, Наиля Ряхимжановна
Наиля́ Ряхимжа́новна Сулейма́нова (род. 23 марта 1958, Новокуйбышевск, Куйбышевская область) — советская и российская актриса театра. С 1988 года — ведущая актриса Академического русского театра драмы им. Г. Константинова в Йошкар-Оле. Заслуженная артистка Российской Федерации (2021). Народная артистка Республики Марий Эл (2008), заслуженная артистка Республики Марий Эл (2002). В 2023 году награждена медалью ордена «За заслуги перед Марий Эл».

## Биография
Родилась 23 марта 1958 года в г. Новокуйбышевске. В 1979 году окончила Куйбышевский государственный институт культуры.
Актёрскую карьеру начала в 1979 году в Балашовском драматическом театре (1979―1987), затем работала в Прокопьевском драматическом театре (1987―1988)
.
В 1988 году по приглашению художественного руководителя и главного режиссёра Республиканского русского театра драмы Марийской АССР Г. В. Константинова переехала в Йошкар-Олу и стала актрисой этого театра, где работает и по сей день.
В 2021 году за большой вклад в развитие отечественной культуры и искусства и многолетнюю плодотворную деятельность ей присвоено звание «Заслуженная артистка Российской Федерации». В 2002 году она стала заслуженной артисткой, а в 2008 году — народной артисткой Республики Марий Эл.
27 марта 2023 года на праздновании Всемирного дня театра в Йошкар-Оле награждена медалью ордена «За заслуги перед Марий Эл».

## Репертуар
Список основных ролей Н. Р. Сулеймановой:
- А. Островский «Не было ни гроша, да вдруг алтын» ― Настенька
- А. Портес «Дом, где всё кувырком» ― Пура
- К. Хиггинс «Гарольд и Мод» ― Сильвия
- Р. Солнцев «Торможение в небесах» ― Попова
- К. Романов «Царь Иудейский» ― Лия
- Л. де Вега «Дурочка» ― Ниса
- М. Булгаков «Танго на закате» (по пьесе «Зойкина квартира») ― Алла Вадимовна
- М. Бартенев «Лиловый крест и чаша золотая» ― Графиня Ревилина
- В. Шукшин «До третьих петухов» ― Дочь Бабы-Яги
- Н. Эрдман «Самоубийца» ― Мария Подсекальникова
- А. Куприн «Заведение мадам Шойбес» («Яма») ― Женька
- П. Шеффер «Случай в тёмной комнате» ― Клея
- Н. Птушкина «Пусть она будет счастлива» ― Татьяна
- Д. Скарначчи, Р. Тарабузи «Моя профессия — синьор из общества» — Валерия
- Л. де Вега «Изобретательная влюблённая» ― Белиса
- А. Чехов «Дядя Ваня» ― Елена Андреевна
- Ж.-Б. Мольер «Тартюф» ― Дорина
- Н. Птушкина «Приходи и уводи!» ― Вера
- А. Дударев «Люти» ― Люти
- А. Островский «На всякого мудреца довольно простоты» ― Глумова
- Б. Акунин «Чайка XXI века» ― Ирина Николаевна Аркадина
- Ж.-М. Шевре «SQUAT, или Парижская коммуна» ― Тереза да Сильва
- Р. Куни «Клинический случай» ― Мамаша
- Л. Каннингем «ДеВИШНИк» ― Нина
- В. Шукшин «Точка зрения» ― Мать невесты
- В. Шишкин «Морозко» ― Мачеха
- С. И. Виткевич «В маленькой усадьбе» ― Уршуля
- К. Людвиг «Примадонны» ― Флоренс
- М. Фрейн «Шум за сценой» ― Дотти
- Ф. Дюрренматт «Визит дамы» ― Клара Цаханасьян
- А. Крупняков «Марш Акпарса» ― Шемкува
- А. Н. Островский «Аферисты» ― Устинья Наумовна, сваха

## Звания и награды
- Заслуженная артистка Российской Федерации (2021) ― за большой вклад в развитие отечественной культуры и искусства и многолетнюю плодотворную деятельность[4]
- Народная артистка Республики Марий Эл (2008)[1][2]
- Заслуженная артистка Республики Марий Эл (2002)[1][2]
- Медаль ордена «За заслуги перед Марий Эл» (2023)[5]
- Премия фестиваля «Йошкар-Ола театральная» (2014) ― за исполнение роли Уршули в эксцентрическом трагифарсе С. И. Виткевича «В маленькой усадьбе»[3]